# جوزيف ماريون هرنانديز
جوزيف ماريون هرنانديز (بالإسبانية: Joseph Marion Hernández)‏ هو سياسي إسباني وأمريكي، ولد في 4 أغسطس 1793 في سانت أوغسطين في الولايات المتحدة، وتوفي في 8 يونيو 1857 في ماتنزاس في كوبا. حزبياً، نشط في حزب اليمين.